# Nasrin Soltankhah
Nasrin Soltankhah (en persan : نسرین سلطان‌خواه), née le 10 avril 1963 à Téhéran (Iran) est une  femme politique iranienne. Membre de la Coalition de l'odeur agréable de la servitude (en), elle est conseillère municipale de Téhéran entre 2003 et 2007, présidente du Centre des femmes et des Affaires familiales entre 2005 et 2006 puis vice-présidente de l'Iran chargée de la Fondation nationale des élites iraniennes entre 2009 et 2013.

## Biographie
Elle est diplômée d'un baccalauréat universitaire en sciences en mathématiques (1976), d'une maîtrise en mathématiques (1978) et d'un doctorat en mathématiques (1994), obtenu à l'université de technologie de Sharif.
Elle est nommée au sein du cabinet présidentiel 25 septembre 2005 par le président Mahmoud Ahmadinejad. Son portefeuille comprend notamment la responsabilité Centre des femmes et des affaires familiales (anciennement le Centre pour la participation des femmes, ou CWP) et le poste de conseillère du président sur les questions relatives aux femmes.

## Décoration
- Ordre du mérite et de la gestion (deuxième classe)